# Manapa-Tarhuntasz
Manapa-Tarhuntasz (𒁹𒆷𒈾𒉺𒀭𒆗 mma-na-pa-dLAMMA, 𒁹𒆷𒈾𒉺𒀭𒌋 mma-na-pa-dU, „Tarhuntasz látja őt”) Szeha királya volt a késő bronzkori Anatóliában. Az i. e. 1330-as évek elején születhetett, elődjének fiatalabb fia. Személye a hattuszaszi levéltárban talált táblákról ismert.

## Élete
Manapa-Tarhuntasz Muvavalvisz legfiatalabb fia volt, nem tudni, hogy miért őt jelölte trónra az apja. Mindkét trónt örökölte, az eredeti Szeha királyság mellett a (valószínűleg) frissen elfoglalt Arzava is övé lett. Apja halálát követően azonban azonnal trónviszály tört ki a testvérek közt, elsősorban a legidősebb fiú, Ura-Tarhuntasz elégedetlenkedett, és a legfeljebb nagykamasz korú Manapa-Tarhuntaszt elüldözték. A leváltott uralkodó Karkissza (vagy Karkijasz) területén kért menedéket, amely ország valószínűleg a későbbi Káriával (latinosan Caria) azonos.
II. Arnuvandasz, majd II. Murszilisz is Ura-Tarhuntaszt támogatta, a trónra végül egy Ura-Tarhuntasz ellen Szehában kitört lázadás segítette vissza, mivel a szehaiak Manapa-Tarhuntaszt akarták a trónon látni és Ura-Tarhuntaszt elzavarták, illetve valószínűleg meg is gyilkolták, mivel a továbbiakban nincs említés róla. Manapa-Tarhuntasz Szehát visszaszerezte, de Arzavában Uhhacitisz foglalta el a trónt.
Ettől kezdve Manapa-Tarhuntasz szabadulni akart a hettita gyámság alól. II. Murszilisz uralkodásának 3. évében (körülbelül i. e. 1318) Uhhacitisz, az arzavai király elutasította a Murszilisz ellen lázadók kiadását. Szövetséget kötött Ahhijavával és Millavandával, végül Manapa-Tarhuntasz is csatlakozott hozzá. Vilusza, amely állam általában Hatti szövetségese volt, ezúttal sem fordult Murszilisz ellen. Az arzavai lázadást Murszilisz legyűrte az apasai (Epheszosz) csatában, Uhhacitisz száműzetésben halt meg a következő évben, a szövetség szétesett. Manapa-Tarhuntasz magára maradva várta Murszilisz esedékes hadjáratát. Manapa-Tarhuntasz végül csak úgy maradhatott Szeha királya, hogy a hettita sereg elé nem a hadseregét, hanem öregasszonyokat és gyermekeket küldött ki városából, akik könyörögtek Murszilisznak a bocsánatért. Murszilisz végül a CTH#69 számon ismert szerződésben megerősítette Manapa-Tarhuntasz uralkodói jogát. Ugyanekkor került kinevezésre Arzavában Pijama-Kuruntasz, Arzava egyes részein Maszkhuiluva, Hapallában Targasznallisz. Szeha pedig egy tartománnyal, Appavijával gyarapodott. Maszkhuiluva és Targasnalli Manapa-Tarhuntasz bátyjai voltak.
Uralkodásának meghatározatlan szakaszában keletkezett a CTH#191 számú forrás (KUB 19,5; KBo 19,79), amelyet Manapa-Tarhuntasz-levél néven ismerünk. Ezt a szehai király a hettita uralkodónak írta, de mivel nem nevezi meg a címzettet, ma már nem állapítható meg, hogy ki volt az. Datálása a sok megemlített név ellenére is bizonytalan, II. Murszilisz (1321–1295) idején bármikor keletkezhetett, de akár II. Muvatallisz első éveiben is. Szerepel benne Mira uralkodója, Kupanta-Kuruntasz, akinek ismert egy szerződése II. Murszilisszal. Említésre kerül Pijamaradu, Millavanda ura, aki Vilusza ellen támadt. Ez a bevezetése a későbbi nyugat-anatóliai eseményeknek, amelyek során Arzava végleg meggyengült, helyette Ahhijava, és Tavagalavasz idején Lukka is fontos szereplővé válik. Pijamaradu i. e. 1225-ben már múlt időben beszél róla.
Pijamaradu a Szeha fennhatósága alá tartozó Laz szigetéről, ismertebb nevén Leszbosz szigetéről származott, és Atpa, millavandai király leányát vette feleségül. Az események Ahhijava és Vilusza felkeléséhez vezettek, és II. Muvatallisz Szehát használta bázisul az ellentámadáshoz.
A továbbiakban Manapa-Tarhuntasz életútja ismeretlen. Muvatallisz Vilusza ellen indított hadjáratában Manapa-Tarhuntasz már súlyos betegségre hivatkozva nem vett részt. Viszonylag hosszú uralkodás után utódját emlegeti a II. Muvatallisz és Alakszandusz viluszai király között kötött szerződés. A hettita források nem tartalmaznak szehai pártütésről vagy trónviszályról szóló információkat, ezért feltételezik, hogy a Muvatallisz alatt említett Maszturi (Manapa-Kuruntasz) Manapa-Tarhuntasz fia lehetett, és a trónöröklés szabályos volt.